# Crypteronia glabriflora
Crypteronia glabriflora är en tvåhjärtbladig växtart som beskrevs av J.T. Pereira och K.M. Wong. Crypteronia glabriflora ingår i släktet Crypteronia och familjen Crypteroniaceae. Inga underarter finns listade i Catalogue of Life.